# Davi José Silva do Nascimento
Davi José Silva do Nascimento (* 10. März 1984 in Fortaleza) ist ein ehemaliger brasilianischer Fußballspieler.

## Karriere
Davi begann seine Karriere 2003 bei EC Ipitanga da Bahia und spielte unter anderem auch bei EC Vitória und CS Alagoano. 2007 wechselte er auf Leihbasis zum japanischen Zweitligisten Consadole Sapporo. 2007 feierte er mit dem Verein die Zweitligameisterschaft und den Aufstieg in die erste Liga. Nach der Ausleihe wurde er von Consadole Sapporo 2008 fest unter Vertrag genommen. Als er auch in der J1 League mit 16 Toren Zweiter in der Torschützenliste. 2009 wechselte er zu Nagoya Grampus. Danach spielte er beim katarischen Umm-Salal SC und chinesischen Beijing Guoan. Im Sommer 2011 wechselte er zum japanischen Erstligisten Ventforet Kofu. Am Ende der Saison 2011 stieg der Verein in die zweiten Liga ab. 2012 feierte er mit dem Verein die Zweitligameisterschaft und den Aufstieg in die erste Liga. In der Saison 2012 wurde er mit 32 Toren Torschützenkönig in der J2 League. 2013 wechselte er zum Erstligisten Kashima Antlers. 2014 wurde er mit dem Verein Tabellendritter der J1 League. 2015 gewann er mit dem Verein den J.League Cup. 2016 wechselte er zu Ventforet Kofu. Von 2017 bis 2018 war er außerdem noch bei den Vereinen Matsumoto Yamaga FC und Giravanz Kitakyūshū unter Vertrag. 2018 beendete er seine Karriere als Fußballspieler.

## Erfolge
Kashima Antlers
- Japanischer Ligapokalsieger: 2015